# دوئت برای یکی
دوئت برای یکی (انگلیسی: Duet for One) فیلمی به کارگردانی آندری کونچالوفسکی است که در سال ۱۹۸۶ منتشر شد. از بازیگران آن می‌توان به جولی اندروز، آلن بیتس، ماکس فون سیدو، روپرت اورت و لیام نیسون اشاره کرد.